# Gilbert Roland
Gilbert Roland (Ciudad Juárez, Chihuahua, 11 de dezembro de 1905 – Beverly Hills, Califórnia, 15 de maio de 1994) foi um ator mexicano que fez carreira no cinema dos Estados Unidos.

## Vida e carreira
Existe alguma discrepância sobre o seu local de nascimento, uma vez que o seu pai, o toureiro espanhol Francisco Alonso "Paquiro II", declarou à imprensa que o seu filho nasceu em Bilbao e que tinha nacionalidade espanhola. Outras fontes dizem que ele nasceu em Ciudad Juárez, Chihuahua, México.
Em 1910, no contexto da Revolução Mexicana, a família de Gilbert Roland, fugindo do exército de Pancho Villa, atravessou o Rio Grande e instalou-se na cidade norte-americana de El Paso. Roland inicialmente queria ser toureiro como o pai e o avô paterno, contudo interessou-se por cinema ao participar, como extra, de O Corcunda de Notre Dame  (The Hunchback of Notre Dame, 1923). O nome artístico foi escolhido como uma homenagem aos atores a quem mais admirava: John Gilbert e Ruth Roland. Após alguns pequenos papéis, estrelou A Dama das Camélias (Camille, 1926) ao lado de Norma Talmadge, com quem teve um romance. Ao contrário de Norma, que teve a carreira encerrada com o fim do cinema mudo, Roland fez a transição tranquilamente, graças à sua voz poderosa.

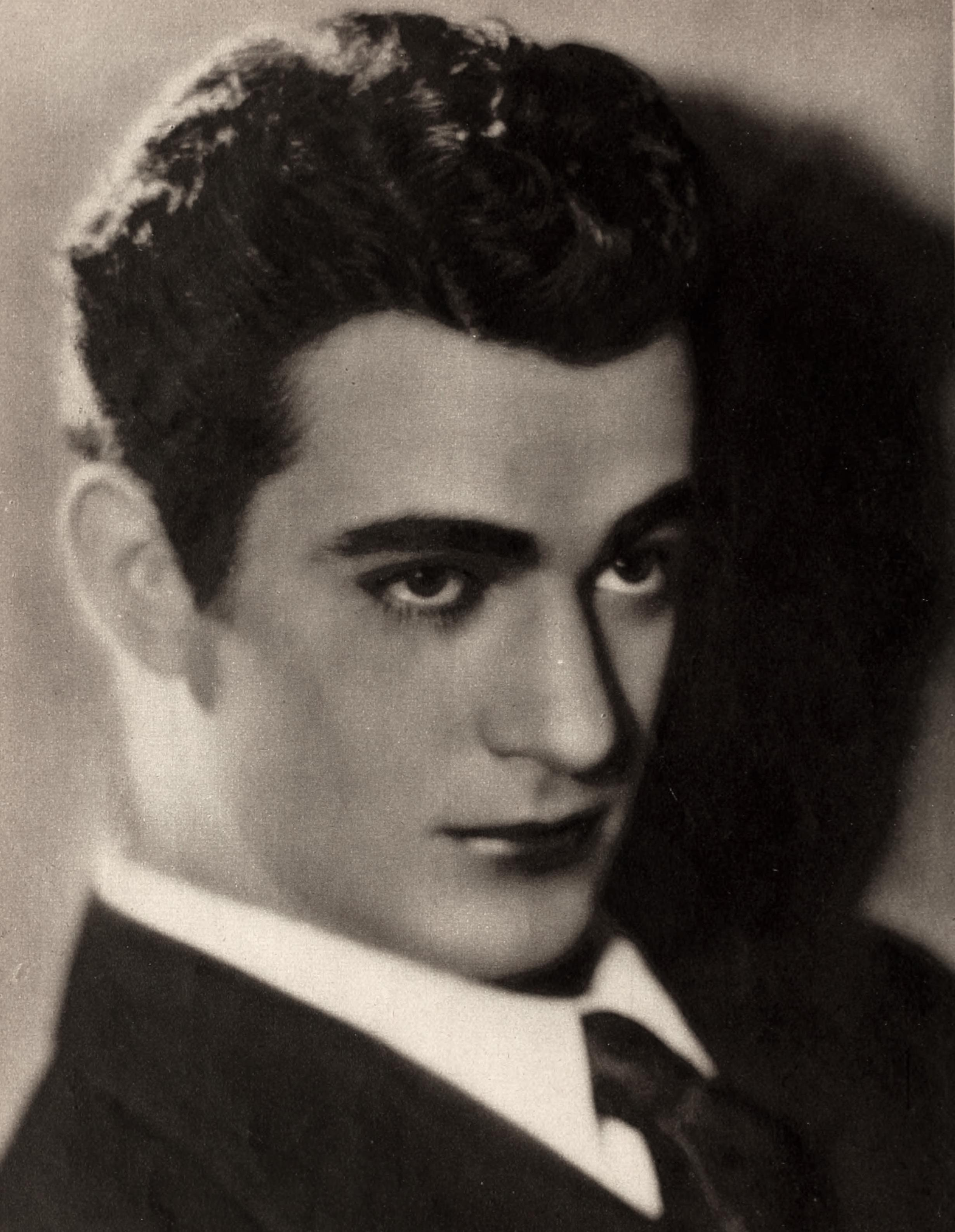
Gilbert Roland em 1927.

Até a Segunda Guerra Mundial, Roland foi coadjuvante em produções de prestígio, como Uma Loura Para Três (She Done Him Wrong, 1933), com Mae West, Juarez (Juarez, 1939), ao lado de Bette Davis e O Gavião do Mar (The Sea Hawk, 1940), estrelado por Errol Flynn. Ganhou a atenção da crítica a partir do fim do conflito, quando participou de filmes como Resgate de Sangue (We Were Strangers, 1949), de John Huston, Paixão de Toureiro (Bullfighter and the Lady, 1951), de Budd Boetticher, reputado seu melhor desempenho, e Assim Estava Escrito (The Bad and the Beautiful, 1952) de Vincente Minnelli e Crepúsculo de uma Raça (Cheyenne Autumn, 1964), de John Ford, pelos quais recebeu indicações para o prêmio Globo de Ouro.
Ótimo ator quando bem dirigido, viril, possuidor de um inegável charme latino, em sua profícua carreira Roland trabalhou com os grandes astros e diretores de Hollywood em dramas, westerns, comédias e filmes de ação e aventura, geralmente como coadjuvante; entretanto, será sempre lembrado pelo personagem Cisco Kid, um Robin Hood mexicano criado por O. Henry, que interpretou em seis faroestes B para o pequeno estúdio Monogram, entre 1946 e 1947. Também estrelou versões em castelhano de sucessos originalmente filmados com elenco americano, prática relativamente comum na década de 1930. Apareceu na televisão, como ator convidado em diversas séries, entre elas Gunsmoke, Combat!, Bonanza e Barnaby Jones. Dedicou-se também ao teatro, onde estreou em 1931, repetindo o papel de Armand Duval na montagem de A Dama das Camélias. Escreveu contos e romances, muitos deles publicados na revista Reader's Digest (Seleções, no Brasil). Trabalhou na Europa, em westerns spaghetti que não lhe deram prazer. Sua carreira cobriu sete décadas e foi encerrada com o faroeste Barbarosa (Barbarosa, 1982), ao lado do cantor country Willie Nelson.

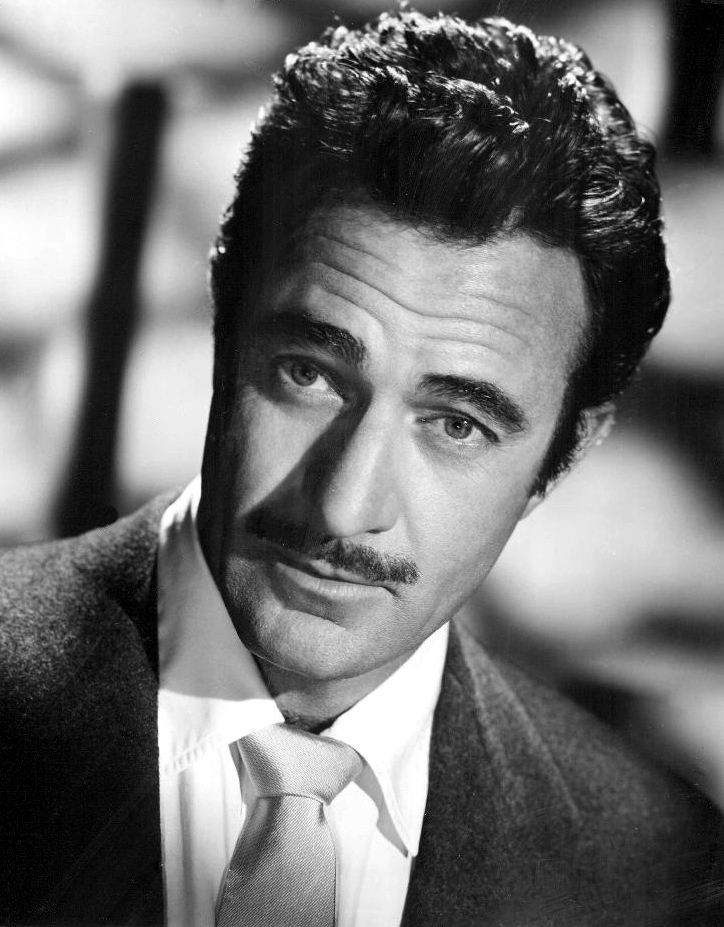
Roland em 1952.

Roland casou-se duas vezes. Em 1941, desposou a atriz Constance Bennett, irmã de Joan Bennett. O casal teve duas filhas, Lorinda e Gyl, mas a união acabou em divórcio quatro anos depois. Em uma de suas raras entrevistas, Roland disse que "é difícil permanecer muito tempo casado neste louco carrossel cheio de tentações, sobretudo quando ambos os cônjuges exercem o mesmo ofício". Depois de um jejum de nove anos, rendeu-se novamente ao casamento, desposando a também mexicana Guillermina Cantu, com quem viveu até o fim de sua vida.
Faleceu de câncer aos 88 anos de idade. Conforme seu desejo, foi cremado e as cinzas espalhadas ao vento.

## Filmografia
Todos os título em Português referem-se a exibições no Brasil.
| - 1923 O Corcunda de Notre Dame (The Hunchback of Notre Dame) - 1925 O Guarda-Marinha (The Midshipman) - 1925 Luar, Música e Amor (The Plastic Age) - 1926 Mimi, A Melindrosa (Campus Flirt) - 1926 The Blonde Saint - 1927 A Dama das Camélias (Camille) - 1927 Rose of Golden West) - 1928 The Love Mart - 1928 The Dove - 1929 A Mulher Cobiçada (The Woman Disputed) - 1929 Noites de Nova Yorque (New York Nights) - 1929 Men of the North - 1931 Resurrección - 1931 Hombres de Mi Vida - 1932 Salve-se Quem Puder (The Passionate Plumber) - 1932 Ao Raiar da Vida (Life Begins) - 1932 No Living Witness - 1932 A Parisian Romance - 1932 A Mulher do Quarto 13 (The Woman in Room 13) - 1932 Sangue Vermelho (Call Her Savage) - 1933 Uma Loura Para Três (She Done Him Wrong) - 1933 Our Betters - 1933 Gigolettes of Paris - 1933 A Espiã Russa (After Tonight) - 1933 Uma Viúva Romântica (Una Viúda Romantica) - 1933 Yo, Tu e Ella - 1934 Elinor Norton - 1935 Mystery Woman - 1935 Julieta Compra un Hijo - 1935 As Mulheres Amam o Perigo (Ladies Love Danger) - 1937 Táxi da Meia-Noite (Midnight Taxi) - 1937 Caminho dos Trovões (Thunder Trail) - 1937 O Último Trem de Madrid (The Last Train from Madrid) - 1938 Gateway - 1939 La Vida Bohemia - 1939 Juarez (Juarez) - 1940 Figuras do Mesmo Naipe (Rangers of Fortune) - 1940 A Ilha dos Destinos (Isle of Destiny) - 1940 O Gavião do Mar (The Sea Hawk) - 1940 Gambling on the High Sea - 1941 Angels with Broken Wings - 1941 Minha Vida com Carolina (My Life with Caroline) - 1942 Isle of Missing Men - 1943 Contrabando de Guerra (Enemy Agent Meets Ellery Queen) - 1944 O Falcão do Deserto (The Desert Hawk); seriado - 1945 Capitão Kidd (Captain Kidd) - 1945 Bandidos do Deserto (South of Monterey); série Cisco Kid - 1946 Justiceiro Romântico (The Gay Cavalier); série Cisco Kid - 1946 O Bandido e a Dama (Beauty and the Bandit); série Cisco Kid - 1947 Robin Hood em Monterey (Robin Hood of Monterey); série Cisco Kid - 1947 O Rei dos Bandidos (King of the Bandits); série Cisco Kid - 1947 Povoado Violento (Riding the California Trail); série Cisco Kid - 1947 Conquista Alpina (High Conquest) | - 1947 Os Piratas de Monterey (Pirates of Monterey) - 1947 A Orquídea Branca (The Other Love) - 1948 Um Galante Audacioso (The Dude Goes West) - 1949 Resgate de Sangue (We Were Strangers) - 1949 Malaia (Malaya) - 1950 Terra em Fogo (Crisis) - 1950 Almas em Fúria (The Furies) - 1950 Do Ódio Nasceu o Amor (The Torch) - 1951 A Marca do Renegado (Mark of the Renegade) - 1951 Homens do Deserto (Ten Tall Men) - 1951 Paixão de Toureiro (The Bullfighter and the Lady) - 1952 Meus Seis Criminosos (My Six Convicts) - 1952 Escravo de um Segredo (Glory Alley) - 1952 A Virgem de Fátima (The Miracle of Our Lady of Fatima) - 1952 Assim Estava Escrito (The Bad and the Beautiful) - 1952 Apache War Smoke - 1953 Rochedos da Morte (Beneath the 12-Mile Reef) - 1953 O Caçador de Diamantes (The Diamond Queen) - 1953 Borrasca (Thunder Bay) - 1954 Um Romance em Paris (The French Line) - 1955 Alforge do Diabo (Underwater!) - 1955 Caminhos Sem volta (The Racers) - 1955 A Favorita de Felipe II (That Lady) - 1955 O Tesouro de Pancho Villa (The Treasure of Pancho Villa) - 1956 Bandido (Bandido) - 1956 Trindade Violenta (Three Violent People) - 1956 A Volta ao Mundo em 80 Dias (Around the World in 80 Days) - 1957 Os Olhos do Padre Tomasino (The Midnight Story) - 1958 Cavalgada Para o Inferno (The Last of the Fast Guns) - 1959 Antro de Desalmados (The Wild and the Innocent) - 1959 O Grande Circo (The Big Circus) - 1960 Gigantes em Luta (Guns of Timberland) - 1962 Samar, A Ilha do Desespero (Samar) - 1964 Crepúsculo de uma Raça (Cheyenne Autumn) - 1965 O Ópio Também É uma Flor (The Poppy Is Also a Flower) - 1965 Viagem Para a Morte (The Reward) - 1967 Vou, Mato e Volto (Vado...L'Amazzo e Torno) - 1968 Land's End; TV - 1968 Ognuno per Sé - 1968 Deus Criou o Homem...E o Homem Criou o Colt (Quella Sporca Storia del West) - 1969 Inferno no Oeste (Anche nel West, C'Era una Volta Dio) - 1969 Sartana Não Perdoa (Sartana Non Perdona) - 1971 Jogos de Intriga (The Christian Licorice Story) - 1972 Incidente em uma Rua Escura (Incident on a Dark Street); TV - 1973 Cavalos Selvagens (Running Wild) - 1974 Search for Tayopa - 1974 A Marca do Zorro (The Mark of Zorro); TV - 1974 The Pacific Connection - 1977 A Ilha do Adeus (Islands in the Stream) - 1977 Pérola Negra (Black Pearl) - 1979 Cabo Blanco (Cabo Blanco) - 1979 Em Nome da Lei (The Sacketts); TV - 1982 Barbarosa (Barbarosa) |